# Lightning (singolo)
Lightning è un brano della boy band britannica The Wanted, scritto da Steve Mac, Wayne Hector ed Ed Drewett. Il brano è stato pubblicato come terzo singolo estratto dal secondo album del gruppo, Battleground, il 16 ottobre 2011 in versione digitale. La canzone ha raggiunto nella prima settimana la seconda posizione delle classifiche britanniche e scozzesi e la quinta in quella irlandese.

## Tracce
- Download digitale[2]

1. Lightning – 3:23
2. Lightning (Chuckie Remix) – 5:43
3. Lightning (Alias Remix Radio Edit) – 3:29
4. Glad You Came (Live) – 3:20

- CD singolo[3]

1. Lightning
2. Lightning (Chuckie Remix)
3. Lightning (Alias Remix Radio Edit)

## Classifiche
| Classifica (2011) | Posizione più alta |
| ----------------- | ------------------ |
| Irlanda           | 5                  |
| Regno Unito       | 2                  |
| Scozia            | 2                  |